# 766

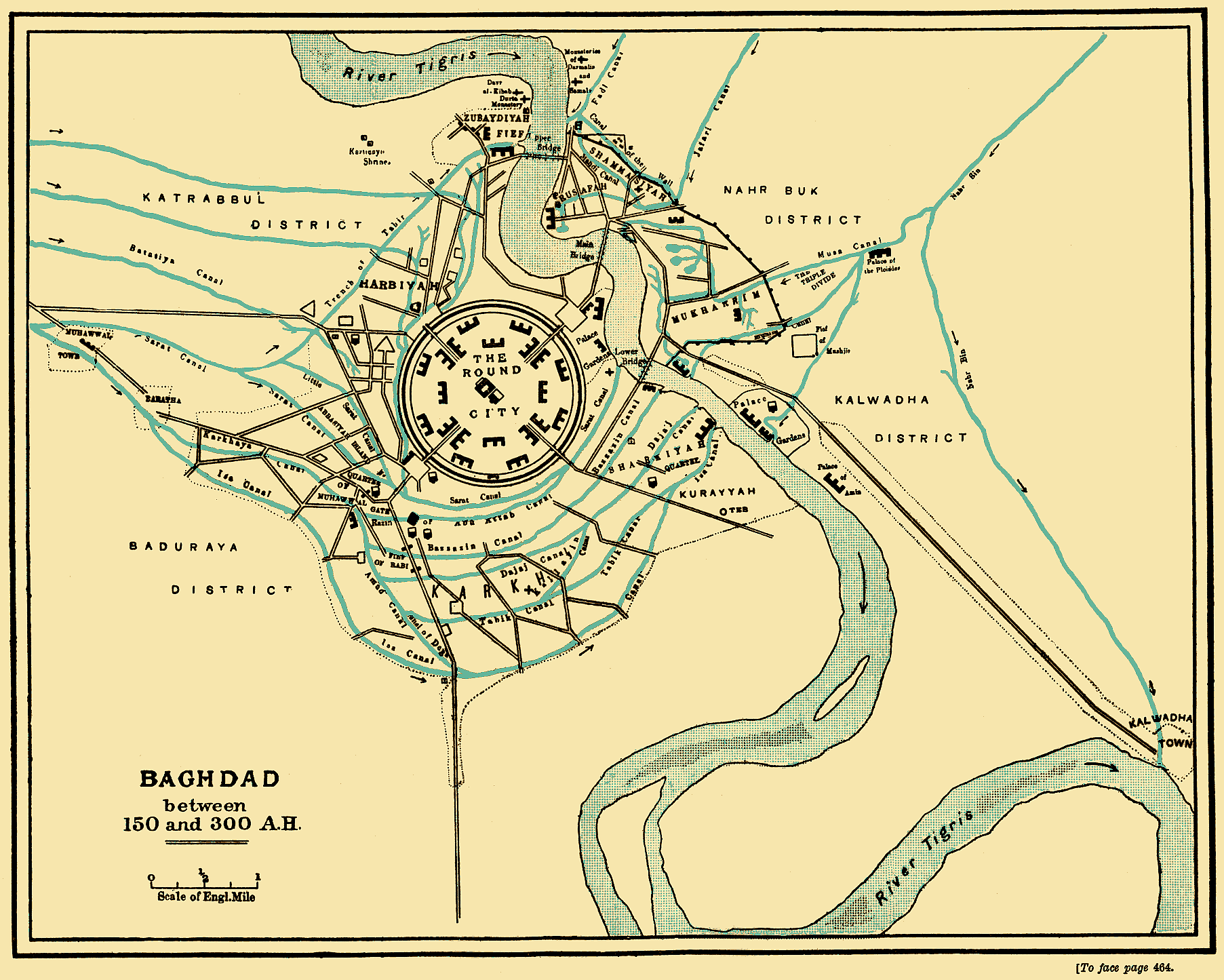
De "Ronde Stad" (Bagdad)

Het jaar 766 is het 66e jaar in de 8e eeuw volgens de christelijke jaartelling.

## Gebeurtenissen

### Arabische Rijk
- Bagdad wordt voltooid, de stad krijgt de bijnaam de "Ronde Stad". In het centrum wordt een cirkelvormig paleis gebouwd voor kalief Al-Mansoer. De residentie wordt omringd door twee ommuurde wijken, waarvan de ene gereserveerd is voor de hofhouding. Tevens wordt de stad beschermd door een omwalling van drie rijen versterkte muren. (waarschijnlijke datum)

## Geboren
- Haroen al-Rashid, Arabisch kalief (waarschijnlijke datum)

## Overleden
- 6 maart - Chrodegang (54), Frankisch bisschop